# Hüttisheim
Hüttisheim là một đô thị thuộc huyện Alb-Donau, bang Baden-Württemberg, Đức. Đô thị này có diện tích 10,36 km², dân số thời điểm 31 tháng 12 năm 2020 là 1481 người.